# Призраки шляпника
«Призраки шляпника» (фр. Les Fantômes du chapelier) — художественный фильм 1982 года французского режиссёра Клода Шаброля.
Фильм поставлен по одноимённому роману Жоржа Сименона 1949 года, основанному в свою очередь на его рассказе «Маленький портной и шляпник» (1947).
Действие фильма происходит в Бретани, съёмки велись в городах Конкарно и Кемпер.

## Сюжет
В провинциальном французском городке шляпник (Мишель Серро) ведёт жизнь добропорядочного гражданина, но в действительности является серийным убийцей. Единственный человек, который его подозревает, это его сосед портной (Шарль Азнавур). После того, как шляпник убивает собственную жену, он убивает ещё шесть её подруг и готовится убить седьмую, но та умирает от естественных причин. В качестве замены шляпник убивает свою любимую проститутку, что приводит к нему полицию.

## В ролях
| Актёр          | Роль                 |
| -------------- | -------------------- |
| Мишель Серро   | Леон Лаббе, шляпник  |
| Шарль Азнавур  | Мсье Кашуда, портной |
| Моник Шометт   | Мадам Лаббе          |
| Франсуа Клюзе  | Жанте, журналист     |
| Орор Клеман    | Берта, проститутка   |
| Изабель Садоян | Алис Кашуда          |
| Жан Шампьон    | Сенатор Лауде        |
| Бернар Дюмэн   | Арно                 |

## Реакция критики
TV Guide оценил фильм в 2 1/2 балла из 5 со следующим комментарием:
Еще один фильм Клода Шаброля, который и не терпит неудачу, и не достигает его прежних успехов (таких как «Лани»). Вновь он идет по стопам Хичкока с психопатом, Мишелем Серро, который убивает свою жену, а затем шесть её немолодых подруг
Time Out London пишет:
Шляпник (Серро) – массовый душитель, который позволяет раскрыть свою тайну подлому Кахудасу (Азнавур), туберкулезному армянскому портному напротив. Последующие отношения кажутся невероятно безрассудными, при всем безумии шляпника, декларируя хичкоковско-иезуитскую теологию о разделенной вине, что дает жизненную силу всей картине... Шаброль помещает свою версию в неопределенное временное пространство – в нем есть кое-что от 30-х и кое-что от 50-х годов – что для кого-то может стать наиболее интересным аспектом этого фильма